# Niederspannungsanschlussverordnung
Die Niederspannungsanschlussverordnung (NAV) regelt das Verhältnis zwischen dem Energieversorgungsunternehmen (EVU) und den Abnehmern von Elektrizität der allgemeinen Versorgung. Hiermit sind die so genannten Tarifkunden gemeint, im Gegensatz zu so genannten Sonderkunden.
Die NAV ist in 5 Teile untergliedert: Allgemeine Vorschriften, Netzanschluss, Anschlussnutzung, Gemeinsame Vorschriften und Schlussbestimmungen. Die Errichtung, Unterhaltung, Erneuerung oder Änderung sowie die Abtrennung und Beseitigung des Netzanschlusses obliegen dem Netzbetreiber (§ 6). Dabei verbleibt der Netzanschluss im Eigentum des Netzbetreibers oder muss ihm zur wirtschaftlichen Nutzung überlassen werden (§ 8).

## Geschichte
Die Verordnung wurde am 1. November 2006 von der Bundesregierung und dem Bundesministerium für Wirtschaft und Technologie mit Zustimmung des Bundesrates erlassen. Sie ist am 8. November 2006 in Kraft getreten und hat für den Netzbereich die bis zu diesem Zeitpunkt gültige „Verordnung über Allgemeine Bedingungen für die Elektrizitätsversorgung von Tarifkunden (Elektrizitäts-Versorgungsbedingungen-Verordnung – AVBEltV)“ vom 21. Juni 1979 (BGBl. S. 684) abgelöst.
Die NAV zeichnet sich im Vergleich zu der früher gültigen AVBEltV durch deutlich kundenfreundlichere Regelungen aus. So muss jetzt zum Beispiel das EVU im Fall einer Versorgungsunterbrechung bei hieraus entstandenen geltend gemachten Schäden nachweisen, dass dieses oder dessen Erfüllungsgehilfen (also die Mitarbeiter des EVUs) oder dessen Verrichtungsgehilfen (also Drittunternehmen, die für das EVU tätig werden können) nicht schuldhaft gehandelt haben, um einer Schadensersatzpflicht nicht nachkommen zu müssen (Beweislastumkehr).

## Kritik
Besonders der §13 der NAV gerät häufig in Kritik, da er es nach manchen Quellen nicht erlauben soll, dass Privatpersonen die einfachsten Arbeiten an ihrer elektrischen Anlage selbstständig durchführen. Dies gilt allerdings nur für die Strecke zwischen Hausanschluss und Sicherungskasten. Instandsetzungsarbeiten nach dem Sicherungskasten, etwa das Anbringen einer Lampe, müssen nicht durch einen Elektriker erfolgen. Auf einen Versicherungsschutz hat die NAV keinen Einfluss.
Des Weiteren ist die NAV in Kritik geraten, da sie in ihrer derzeit gültigen Fassung dem Netzbetreiber das Recht einräumt, neue Ladepunkte für Elektroautos abzulehnen. Dies behindere das Voranschreiten der E-Mobilität.

### Stellungnahme des Bundes der Energieverbraucher
In seiner Stellungnahme zur Niederspannungsanschlussverordnung NAV und Niederdruckanschlussverordnung NDAV vom 12. Juni 2006 stellt der Bund der Energieverbraucher e. V. fest, dass die Verordnung lediglich verhindern solle, dass von der Kundenanlage schädliche Rückwirkungen auf das Stromnetz ausgehen. Die elektrische Sicherheit von Wohnungsinstallationen sei nicht Gegenstand dieser Verordnung.
Die Verordnung sei somit eigentlich nicht befugt, die Errichtung, Wartung und Änderung von Kundenanlagen auf vom Versorgungsunternehmen zugelassene Installateure zu beschränken. Dies sei nicht Teil der Verordnungsermächtigung des EnWG und schränke die Berufsfreiheit unzulässig und unnötig ein.
Die in § 15 vorgesehene Überprüfung der Anlage durch den Netzbetreiber greife ebenfalls unzulässig in den Verantwortungsbereich des Kunden ein. Eine Überprüfung könne lediglich gerechtfertigt sein, um Rückwirkungen der Kundenanlage auszuschließen, was äußerst selten vorkomme.
Die weitreichenden Regelungen in § 13 und § 15 gäben dem Netzbetreiber Befugnisse, die mit der Sicherung der Versorgung nicht zu rechtfertigen seien und zu Schikane und Willkür gegenüber einzelnen Kunden führten.
Die Regelungen des § 23 „Zahlung, Verzug“ in der Verbindung mit § 24 „Unterbrechung des Anschlusses“ stellten eine ungerechtfertigte Bevorzugung der Netzbetreiber dar, die im Gegensatz zu anderen Gläubigern ermächtigt werden, bei Zahlungsverzug die Versorgung einzustellen. Die Inhaber der lokalen Leitungsmonopole bedürften dieses besonderen Schutzes nicht.
Obwohl die Sperrung der Versorgung nach der Grundversorgungsverordnung unzulässig sei, sperren viele Netzbetreiber regelmäßig bereits dann den Anschluss, wenn der Versorger glaubhaft versichert, dass die Sperrung rechtens sei. Eine Prüfung, ob die Sperrung berechtigt sei und ob die Anfrage überhaupt vom tatsächlichen Lieferanten des Stroms gestellt werde, fände nicht statt.

## Belege
1. ↑  Diese Elektroarbeiten dürfen Sie nicht selbst machen, auf t-online.de
2. ↑  HUSS-MEDIEN GmbH, J. Schliephacke, H. H. Egyptien: Fachartikel. Abgerufen am 9. April 2022 (englisch).
3. ↑  Blockiert die Regierung die E-Mobilität?, auf auto-motor-und-sport.de
4. ↑  Stellungnahme zur Niederspannungsanschlussverordnung NAV und Niederdruckanschlussverordnung NDAV, Bund der Energieverbraucher e. V., 12. Juni 2006. In: Energieverbraucher.de. Abgerufen im Januar 2022